# Goggehalli, Sorab
Goggehalli là một làng thuộc tehsil Sorab, huyện Shimoga, bang Karnataka, Ấn Độ.